# Dercetina nakanei
Dercetina nakanei es una especie de insecto coleóptero de la familia Chrysomelidae.
Fue descrita científicamente en 1969 por Kimoto.